# طاهر كارابينار
طاهر كارابينار (بالتركية: Tahir Karapınar)‏ هو لاعب كرة قدم ومدرب كرة قدم تركي في مركز نصف الجناح، ولد في 20 أبريل 1967 في إزمير في تركيا. لعب مع آلتاي إزمير ومانيساسبور ونادي جوزتيبي.

## وصلات خارجية
- طاهر كارابينار على موقع اتحاد تركيا (لاعب) (الإنجليزية)
- طاهر كارابينار على موقع اتحاد تركيا (مدرب) (الإنجليزية)
- طاهر كارابينار على موقع قاعدة بيانات كرة القدم.إي يو (الإنجليزية)
- طاهر كارابينار على موقع Soccerway.com (الإنجليزية)
- طاهر كارابينار على موقع عالم كرة القدم.نت (الإنجليزية)